# Made in America (aflevering)
Made in America is de laatste episode van de televisieserie The Sopranos van HBO. Het is de 86ste aflevering van de serie. De aflevering werd geschreven en geregisseerd door de bedenker en producer van de serie, David Chase. Het was voor het eerst sinds de pilotaflevering dat Chase zelf regisseerde. De laatste episode werd in de Verenigde Staten voor het eerst uitgezonden op 10 juni 2007.
De laatste scène van de aflevering zorgde voor heel wat controverse. Vooral bij fans van de serie waren er gemengde gevoelens. Deze scène werd dan ook meermaals het onderwerp van parodieën. In de Verenigde Staten trok de laatste aflevering 11,9 miljoen kijkers. Deze aflevering won een Emmy Award in de categorie Outstanding Writing for a Drama Series.

## Verhaal
De straatoorlog tussen de maffiabazen Tony Soprano en Phil Leotardo is nog volop aan de gang. Tony probeert via z'n vriend Dwight Harris van de FBI te weten te komen waar Phil zich bevindt. Dwight weigert Tony die informatie te geven.
Op de begrafenis van Bobby Baccalieri zijn alle leden van de misdaadfamilie Soprano aanwezig. Tony neemt geld in ontvangst, maar merkt dat de winst mager is. De straatoorlog heeft nadelen voor iedereen. Ondertussen is Phil razend omdat Butch DeConcini er niet in geslaagd is om Tony te vermoorden.
Wat later wordt er een wapenstilstand georganiseerd. Tony, Paulie Gualtieri, Butch en Albie Cianflone komen onder het toezicht van Little Carmine samen. Ze komen tot een akkoord, maar Butch weigert nog steeds te zeggen waar Phil zich bevindt. Hij laat wel verstaan dat hij het niet erg zou vinden als Phil zou vermoord worden. Vervolgens laat Dwight aan Tony weten dat Phil vaak gebruikmaakt van een telefooncel in Nassau County. Ondanks de informatie slaagt Tony's crew er niet in om Phil meteen te lokaliseren.
Steeds meer evolueert alles naar het oude. Tony en z'n gezin keren terug naar huis en laten hun schuilplaats achter. Iedereen pikt de draad terug op. Wanneer Tony's zoon A.J. z'n wagen in vlammen ziet opgaan, besluit hij zich aan te sluiten bij het U.S. Army. Tony en z'n echtgenote Carmela vinden dit maar niets. Ze proberen hem te overtuigen en gaan praten met z'n therapeut. Uiteindelijk proberen ze zijn gedachten op iets anders te zetten, door hem als producer aan een film van Little Carmine te laten werken. A.J. vindt het geweldig en laat z'n vorig idee meteen vallen.
Uiteindelijk lopen Benny Fazio en Walden Belfiore, twee van Tony's mannen, Phil Leotardo tegen het lijf. Hij bevindt zich aan een tankstation. Walden schiet een kogel door z'n hoofd waardoor hij op slag dood is.
Tony krijgt van z'n advocaat te horen dat ze een rechtszaak tegen hem gaan aanspannen. Tony vermoedt dat Carlo Gervasi informatie heeft doorgespeeld aan de overheid. Vervolgens gaat Tony op bezoek bij z'n oom Junior, maar het gesprek tussen de twee verloopt moeizaam. Juniors dementie is inmiddels vergevorderd en hij verstaat bijna geen woord van Tony's verhaal. Tony vertrekt met een traan in z'n oog.
Ten slotte komt Tony samen met z'n gezin in een restaurant. Carmela komt als eerste aan en krijgt van Tony te horen dat er een rechtszaak aankomt. Dan komt A.J. binnen en wat later ook Meadow, waardoor het gezin compleet is.

## Eindscène
In de laatste scène van de serie zien we Tony Soprano samenkomen met z'n gezin. Ondertussen merken we ook dat een man opvallend naar Tony kijkt. Vervolgens komen eerst Carmela, dan A.J. en ten slotte Meadow aan. De vreemde man draagt een Members Only-jas en is naar het toilet als Meadow binnen komt lopen. Wanneer Meadow, als laatste arriveert, kijkt Tony haar aan alvorens het scherm zwart wordt en de aftiteling verschijnt.
Doordat het de laatste aflevering is dachten (of hoopten) velen dat Tony zou sterven. Uiteindelijk werd de laatste scène een erg controversiële scène waarin niet meteen duidelijk is of Tony nu sterft of blijft leven. David Chase, bedenker van The Sopranos, zei later dat "hij het afschuwelijk vond dat alle kijkers zes seizoenen lang blij waren dat Tony stal, bedrog pleegde, mensen vermoordde,... en dan plots hoopten dat hij zou gestraft worden." Er zijn enkele theorieën omtrent de laatste scène.
Er is een scène in de episode Soprano Home Movies waarin Bobby en Tony een gesprek hebben. In dat gesprek zegt Bobby dat de dood erg onopvallend en geruisloos kan toeslaan. Een woordvoerder van HBO zei later dat dit gesprek een duidelijke verwijzing bevat naar het lot van Tony Soprano. Bovendien vertoont de vreemde man, die in de laatste scène naar het toilet gaat, erg veel gelijkenissen met Michael Corleone die in de maffiafilm The Godfather naar het toilet gaat alvorens iemand te vermoorden. De man draagt ook een Members Only-jas. De eerste aflevering van het laatste seizoen heette Members Only. In die aflevering werd Tony ook neergeschoten. Michael Imperioli, die Christopher Moltisanti speelt in de serie, zei later in de talkshow Jimmy Kimmel Live dat Tony "erg dood" is.
Er zijn ook tegenargumenten die een theorie waarin Tony blijft leven ondersteunen. Het leven zit vol angst en gevaren maar het gaat wel steeds door. Deze gedachte wordt ondersteund door de tekst van het liedje dat in de laatste scène te horen is. Bovendien was de straatoorlog met Phil Leotardo afgelopen en was er dus geen reden meer om Tony te vermoorden.
Later zei David Chase, die in eerste instantie geen uitleg wilde geven bij de scène, dat er in de afleveringen Stage 5 en Soprano Home Movies verwijzingen zitten naar het lot van Tony.